# AEGON GB Pro-Series Shrewsbury
AEGON GB Pro-Series Shrewsbury — профессиональный женский теннисный турнир. Играется в зале на кортах с твердым покрытием.
Соревнования проводятся в британском городе Шрусбери в середине осени, продолжая серию турниров в зале в регионе.

## Финалы разных лет

### Одиночный турнир
| Год  | Чемпионка          | Финалистка      | Счёт           |
| ---- | ------------------ | --------------- | -------------- |
| 2014 | Осеан Додан        | Карина Виттхёфт | 6-4 6-3        |
| 2013 | Алисон ван Эйтванк | Марта Сироткина | 7-5 6-1        |
| 2012 | Анника Бек         | Штефани Фёгеле  | 6-2 6-4        |
| 2011 | Мона Бартель       | Хезер Уотсон    | 6-0 6-3        |
| 2010 | Ева Бирнерова      | Анна Кремер     | 7-6(1) 3-6 6-0 |
| 2009 | Елена Балтача      | Кэти О`Брайен   | 6-3 4-6 6-3    |
| 2008 | Роберта Винчи      | Марет Ани       | 7-5 7-5        |

### Парный турнир
| Год  | Чемпионки                        | Финалистки                          | Счёт               |
| ---- | -------------------------------- | ----------------------------------- | ------------------ |
| 2014 | Ришел Хогенкамп Лесли Керкхове   | Никола Гойер Виктория Голубич       | 2-6 7-5 [10-8]     |
| 2013 | Чагла Бююкакчай Пемра Озген      | Саманта Маррей Джада Уиндли         | 4-6 6-4 [10-8]     |
| 2012 | Весна Долонц Штефани Фёгеле      | Каролина Плишкова Кристина Плишкова | 6-1 6-7(3) [15-13] |
| 2011 | Мария Жуан Кёлер Каталин Мароши  | Аманда Эллиотт Йоханна Конта        | 7-6(3) 6-1         |
| 2010 | Виталия Дьяченко Ирэна Павлович  | Клер Фёэрстен Весна Манасиева       | 4-6 6-4 [10-6]     |
| 2009 | Кристина Барруа Ивонн Мойсбургер | Юханна Ларссон Анна Смит            | 3-6 6-4 [10-7]     |
| 2008 | Юханна Ларссон Анна Смит         | Сара Борвелл Кортни Нагль           | 7-6(6) 6-4         |